# Ehrenfried Walther von Tschirnhaus
Ehrenfried Walther von Tschirnhaus (født 10. april 1651, død 11. oktober 1708) var en tysk matematiker og filosof.
Tschirnhaus blev født i Görlitz i Schlesien. Efter at have studeret matematik først i sin fødeby, senere (fra 1668) i Leyden, foretog Tschirnhaus talrige rejser, på hvilke han kom i berøring med flere af tidens berømte filosoffer og matematikere, således f.eks. Spinoza, Newton og Leibniz, hvorved han lededes til at beskæftige sig med tangentproblemer og kvadraturer. 
1682 optog Académie des sciences ham som medlem. Den sidste del af sit liv tilbragte Tschirnhaus i sin hjemstavn med industrielle sysler, f.eks. fremstilling af linser. Nyere forskning har vist at sandsynligvis også var den første i Europa der fandt frem til fremgangsmåden for produktion af porcelæn.
I sine afhandlinger, der fremkom i Paris-Akademiets skrifter og Acta eruditorum, viser han megen opfindsomhed, men drager stundom forhastede slutninger. Vel kendt er Tschirnahus’ metode til bortskaffelse af led i en ligning med een ubekendt; den kan dog ikke, som Tschirnhaus vistnok troede, lede til en sådan vilkårlig valgt lignings algebraiske opløsning.